# Hermann Friedrich Ferdinand Clemen
Hermann Friedrich Ferdinand Clemen, auch Andreas Ferdinand Clemen (* 17. März 1805 in Lemgo; † 10. Dezember 1847 ebenda) war ein evangelisch-lutherischer Pfarrer. Er spielte eine wichtige Rolle in der Erweckungsbewegung in Ostwestfalen-Lippe im 19. Jahrhundert.

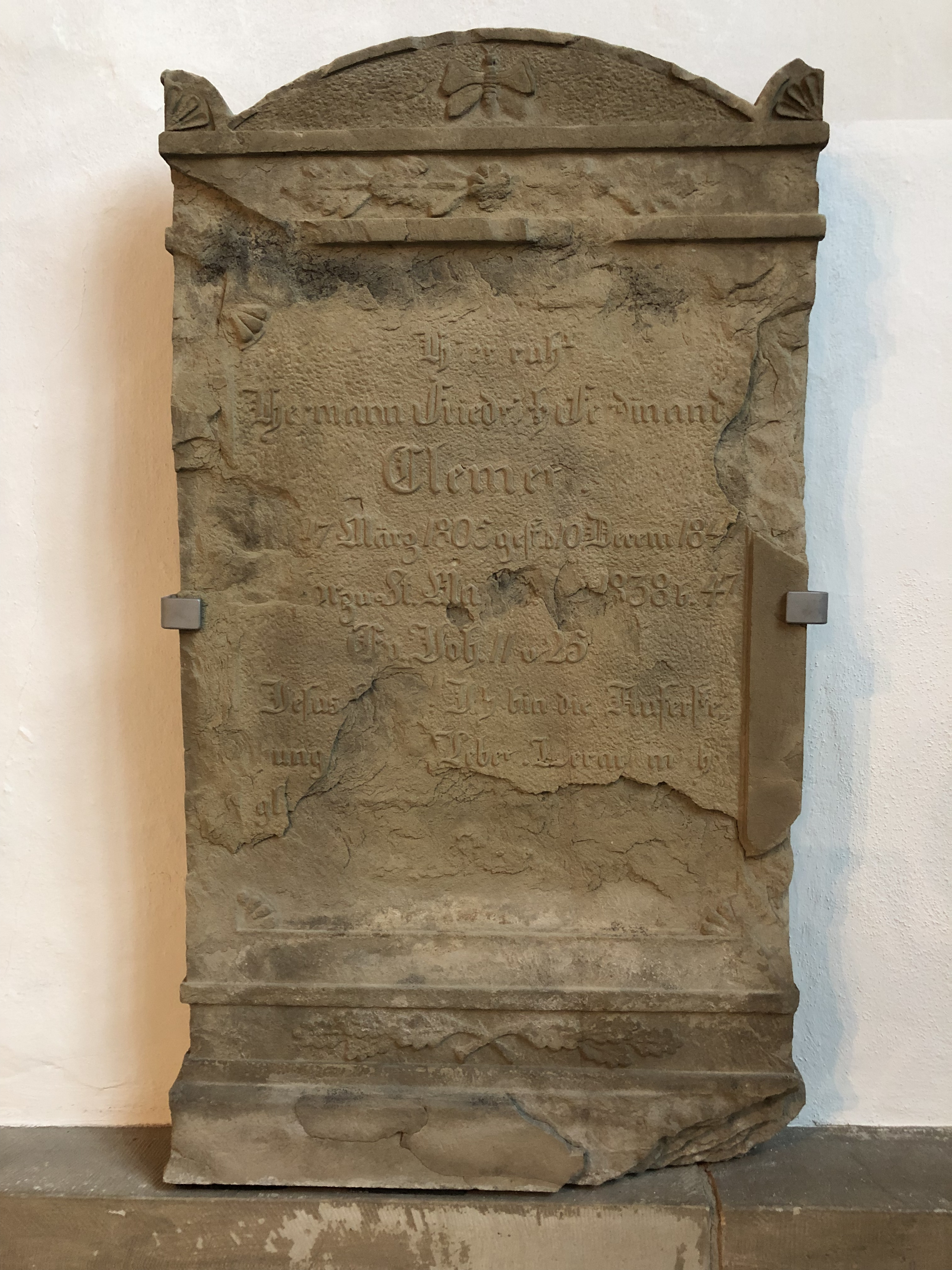
Clemens Grabstein in St. Marien, Lemgo

## Leben und Werk
Nach dem Besuch des Gymnasiums in Lemgo studierte Ferdinand Clemen Evangelische Theologie und arbeitete als Hauslehrer in Berlin. Dort lernte er Johannes Evangelista Goßner kennen. Goßner wurde sein Beichtvater. Clemen habe „zu Füßen Goßners gesessen“ und von ihm die Liebe zur Mission vermittelt bekommen. Am 13. Mai 1838 hielt er seine Bewerbungspredigt an der Kirche St. Marien in Lemgo und wurde anschließend als Pfarrer gewählt. Damit folgte er den Fußstapfen seines Vaters Johann Andreas Clemen, der von 1786 bis 1816 ebenfalls Pfarrer an St. Marien gewesen war. Clemen führte in Lemgo Bibelstunden ein, gründete einen Enthaltsamkeits- und einen Jünglingsverein und führte von 1845 bis zu seinem Tod Missionsfeste in St. Marien durch, die den reformierten Gemeinden vom Konsistorium verboten waren und großen Zulauf hatten. Am 30. Januar 1845 beantragte er die Einrichtung einer Kleinkinderverwahranstalt, aus der der heutige Kindergarten Rampendal hervorging. Um einen Raum für die erwecklichen Vereine zu haben, wurde 1846 an das Pfarrhaus ein Bibelsaal angebaut und am 4. November 1846 eingeweiht.
Clemen war mit den Pfarrern Clamor Huchzermeyer und Johann Heinrich Volkening befreundet und Johann Hinrich Wichern und dem Rauhen Haus in Hamburg sehr verbunden. Er sammelte Spenden und führte dem Rauhen Haus jungen Männer als Arbeitskräfte zu. Als nach seinem Tod der rationalistische Pfarrer Rudolf Kulemann zu seinem Nachfolger bestimmt worden war, protestierten zahlreiche Gemeindeglieder, was 1849 zur Gründung einer „Neuen evangelischen Gemeinde“ führte, die bis 1858 bestand.
Seit 1840 war Clemen mit Sophie Kracht verheiratet, einer Schwester des Lemgoer Leinenfabrikanten Christoph Wilhelm Kracht (1811–1902).
Der Grabstein Clemens wurde 2018 restauriert und in der St.-Marien-Kirche aufgestellt.

## Schriften
- Kern und Mark deutscher Kirchenlieder. Wagener, Lemgo 1844.